# Raiffeisenbank Westkreis Fürstenfeldbruck
Die Raiffeisenbank Westkreis Fürstenfeldbruck eG ist eine Genossenschaftsbank mit Sitz in der bayerischen Gemeinde Moorenweis im Landkreis Fürstenfeldbruck.

## Geschichte
Die Raiffeisenbank Westkreis Fürstenfeldbruck eG wurde am 13. Februar 1907 gegründet und hat sich bis heute ihre Eigenständigkeit bewahrt.

## Rechtsverhältnisse
Die Raiffeisenbank Westkreis Fürstenfeldbruck eG ist im Genossenschaftsregister beim Amtsgericht München unter GnR 2177 eingetragen.

## Organisationsstruktur
Rechtsgrundlagen sind das Genossenschaftsgesetz und die durch die Vertreterversammlung beschlossene Satzung. Organe der Bank sind der Vorstand, der Aufsichtsrat und die Vertreterversammlung.

## Sicherungseinrichtung
Die Raiffeisenbank Westkreis Fürstenfeldbruck eG ist der amtlich anerkannten Sicherungseinrichtung des Bundesverbandes der Deutschen Volksbanken und Raiffeisenbanken GmbH und der zusätzlichen freiwilligen Sicherungseinrichtung des Bundesverbandes der Deutschen Volksbanken und Raiffeisenbanken e.V. angeschlossen.

## Geschäftsausrichtung
Die Raiffeisenbank Westkreis Fürstenfeldbruck eG betreibt das Universalbankgeschäft. Im Verbundgeschäft arbeitet sie mit der DZ Bank, R+V Versicherung, Bausparkasse Schwäbisch Hall, Teambank, VR Leasing,  DZ Hyp und der Union Investment zusammen.

## Geschäftsgebiet
Das Geschäftsgebiet liegt im Westen des Landkreises Fürstenfeldbruck, im Süden des Landkreises Aichach-Friedberg sowie im Nordosten des Landkreises Landsberg am Lech.
An diesen Orten betreibt die Bank Filialen:
- Moorenweis (Hauptstelle, jur. Sitz)
- Türkenfeld (Geschäftsstelle)
- Geltendorf (Geschäftsstelle)
- Steindorf (Geschäftsstelle)
- Adelshofen (Geschäftsstelle)